# Montieri
Montieri es una localidad italiana de la provincia de Grosseto, región de Toscana, con 1.244 habitantes.

Ubicación de la ciudad de Montieri dentro de la provincia de Grosseto.

## Evolución demográfica
| Gráfica de evolución demográfica de Montieri entre 1861 y 2001 |
|                                                                |
| Fuente ISTAT - Elaboración gráfica por parte de Wikipedia      |